# Virginia Road and Transportation Builders Association
Die Virginia Road and Transportation Builders Association (VRTBA) war die Lobby der Straßen-, Brücken-, Wege- und Bahnbauunternehmen im US-Bundesstaat Virginia. Sie war der Virginia-Zweig der 1902 in New York gegründeten und in der Bundeshauptstadt Washington ansässigen American Road and Transportation Builders Association (ARTBA), die die Interessen ihrer Mitglieder durch Lobby- und Öffentlichkeitsarbeit fördert, insbesondere durch Einflussnahme auf Gesetzgebung, Staats- und Kommunalhaushalte und Gewerbeaufsicht. Das von der ARTBA formulierte Ziel der Vereinigung ist es, aggressiv die Investitionen in Transportinfrastruktur zu steigern und zu sichern.

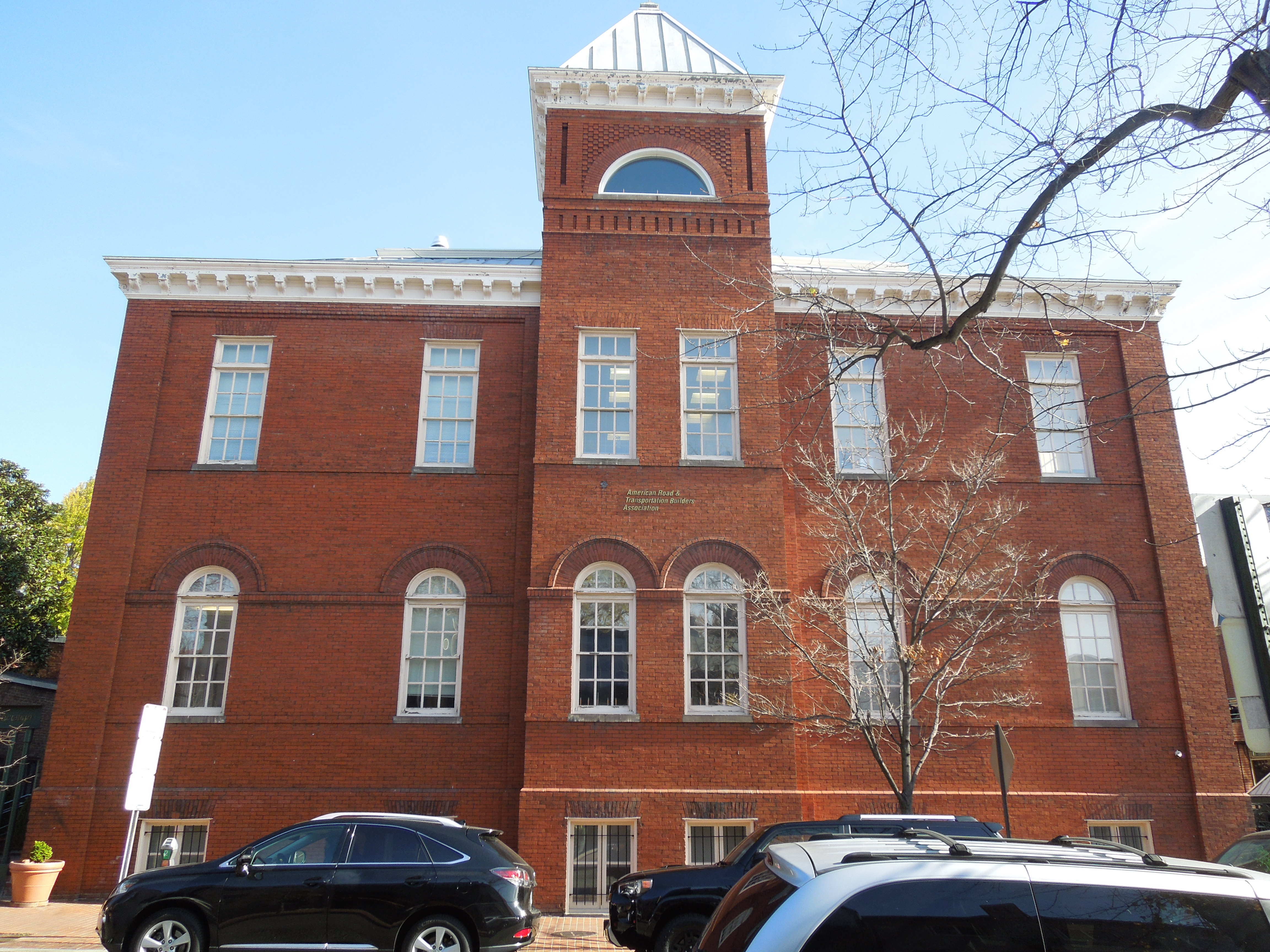
ARTBA-Hauptquartier in Washington, DC (2016)

Im Jahre 2005 vereinigte sich die VRTBA mit der Virginia Aggregates Association, der Vereinigung der Baumaterialienfirmen, zur Virginia Transportation Construction Alliance (VTCA), um ihre gemeinsamen Interessen besser vertreten zu können.
Die Geschäftsstelle der VRTBA bzw. der VTCA befindet sich in Richmond, der Hauptstadt Virginias. 